# Hadiatou
Hadiatou ist ein weiblicher Vorname.

## Herkunft und Bedeutung
Hadiatou ist ein in Westafrika verbreitete weibliche Form des arabischen Namen Hadia, der sich vom Namen Hadi ableitet.

## Namensträgerinnen
- Hadiatou Barry (* 1966), ehemalige deutsche Kinderdarstellerin